# Doris Day
Doris Mary Ann von Kappelhoff (nascida Doris Mary Kappelhoff; Cincinnati, 3 de abril de 1922 – Carmel Valley, 13 de maio de 2019) foi uma atriz e cantora estadunidense. 

## Carreira
Doris Day começou sua carreira como cantora de Big bands em 1939, tendo aumentado sua popularidade com sua primeira gravação de sucesso Sentimental Journey, em 1945. Depois de deixar Les Brown & His Band of Renown para embarcar em uma carreira solo, Day tornou-se uma das mais populares e aclamadas cantoras do século XX. Ela gravou mais de 650 músicas entre 1947 a 1967.
No cinema, seu primeiro sucesso foi em Romance em Alto-Mar de 1948, seguido por uma série de filmes financeiramente bem sucedidos, incluindo musicais, comédias e dramas. Day desempenhou o papel principal em Ardida como pimenta (1953) e estrelou O Homem Que Sabia Demais (1956) de Alfred Hitchcock com James Stewart. Seus filmes mais conhecidos são as comédias Confidências à Meia-Noite (1959) e Eu, Ela e a Outra (1963), respectivamente. Depois de 1968, ela passou a estrelar na comédia da CBS chamada The Doris Day Show (1968-73).

## Prêmios e indicações
Entre seus prêmios, Doris recebeu o Grammy Lifetime Achievement Award e um Legend Award da Society of Singers. Em 1960, foi indicada para o Oscar de Melhor Atriz, e, em 1989, recebeu o Prêmio Cecil B. DeMille por sua contribuição ao mundo do entretenimento. Em 2004, foi premiada com a Medalha Presidencial da Liberdade pelo Presidente George W. Bush, seguida em 2011 pelo Achievement Award da Los Angeles Film Critics Association.

## Morte
Foi casada quatro vezes e teve um filho, Terry Melcher, que faleceu em 2004. Desde a morte dele, Doris levava uma vida reclusa e solitária, dedicando-se exclusivamente à proteção de animais na Doris Day Pet Foundation, trabalho que realizou por várias décadas. 
Doris Day faleceu em 13 de maio de 2019, aos 97 anos, em sua casa em Carmel Valley, Califórnia, vítima de uma pneumonia.

## Filmografia
- 1939 - Thou Shalt not Kill
- 1941 - Lady Be Good
- 1941 - A Woman's Face
- 1948 - Romance on the High Seas
- 1949 - It's a Great Feeling
- 1949 - My Dream Is Yours
- 1950 - Young Man with a Horn
- 1950 - Tea for Two
- 1950 - The West Point Story
- 1951 - Storm Warning
- 1951 - Lullaby of Broadway
- 1951 - Starlift
- 1951 - On Moonlight Bay
- 1951 - I'll See You in My Dreams
- 1952 - The Winning Team
- 1952 - April in Paris
- 1953 - Calamity Jane
- 1953 - By the Light of the Silvery Moon
- 1954 - Lucky Me
- 1954 - Young at Heart
- 1955 - Love Me or Leave Me
- 1956 - Julie
- 1956 - The Man Who Knew Too Much
- 1957 - The Pajama Game
- 1958 - Teacher's Pet
- 1958 - The Tunnel of Love
- 1959 - It Happened to Jane
- 1959 - Pillow Talk
- 1960 - Please Don't Eat the Daisies
- 1960 - Midnight Lace
- 1961 - Lover Come Back
- 1962 - That Touch of Mink
- 1962 - Billy Rose's Jumbo
- 1963 - The Thrill of It All
- 1963 - Move Over, Darling
- 1964 - Send Me No Flowers
- 1965 - Do Not Disturb
- 1966 - The Glass Bottom Boat
- 1966 - Every girl's dreams for ever
- 1967 - The Ballad of Josie
- 1967 - Caprice
- 1968 - Where Were You When the Lights Went Out?
- 1968 - With Six You Get Eggroll